# Shōjo Hikō
Singles de PASSPO☆
DEPARTURE
(19 décembre 2010) ViVi Natsu
(24 août 2011)
Shōjo Hikō est le 1er single "major" (5e single au total) du groupe de rock japonais PASSPO☆.

## Présentation
Il est sorti le 4 mai 2011 au Japon sous le label Universal J, et atteint la 1re place du classement hebdomadaire de l'oricon. 
Il est proposé à la vente dans onze versions ! Une version normale et dix versions limitées notées de A à J. La pochette de chaque version limitée est illustrée avec le portrait d'une membre différente du groupe.

## Membres
- Ai Negishi
- Yukimi Fujimoto
- Makoto Okunaka
- Natsumi Iwamura
- Mio Masui
- Shiori Mori
- Sako Makita
- Naomi Anzai
- Anna Tamai
- Sakuma Kaho

## Titres
CD (toutes éditions)
1. Shōjo Hikō (少女飛行?)
2. Uhae! (ウハエ!?)
3. Shōjo Hikō (少女飛行?) (Version Instrumentale)